# Johnathan Cabral
Johnathan Knight Cabral, född 31 december 1992, är en amerikansk-kanadensisk häcklöpare.
Cabral tävlade för Kanada vid olympiska sommarspelen 2016 i Rio de Janeiro, där han slutade på 6:e plats i finalen på 110 meter häck.

## Personliga rekord
| Utomhus - 200 meter – 21,83 (Eugene, 16 mars 2013) - 110 meter häck – 13,34 (Bellinzona, 18 juli 2018) - 400 meter häck – 50,50 (Los Angeles, 12 maj 2013) | Inomhus - 60 meter – 7,03 (Nampa, 12 januari 2013) - 60 meter häck – 7,62 (Mondeville, 3 februari 2018) |